# جایزه ملی دانش و هنر آلمان

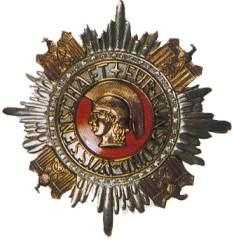
نشان ملی دانش و هنر آلمان نازی

جایزه ملی دانش و هنر آلمان (به آلمانی: Deutscher Nationalpreis für Kunst und Wissenschaft) توسط آدولف هیتلر در سال ۱۹۳۷ و به عنوان جایگزین و رقیبی برای جایزه نوبل ایجاد شد. جایزه توسط هرمان مولر طراحی شد و به‌شکل آویزی بود با نوک الماس. این نشان بقدری سنگین ساخته شده بود که برای درست ایستادن بر روی لباس نیاز به یک پایه نگهدارنده داشت. یک جعبه بسیار نفیس، آویز را در بر می‌گرفت و یک حمایل پهن نظامی برنگ سرخ و سفید نیز به همراه آن بود.

## سرچشمه
- Jörg Nimmergut: Deutsche Orden und Ehrenzeichen bis 1945.  Band 4: Württemberg II – Deutsches Reich.  Zentralstelle für Wissenschaftliche Ordenskunde, München 2001, ISBN 3-00-001396-2; S. 1910–1917.